# دیکی بتس
دیکی بتس (انگلیسی: Dickey Betts؛ زادهٔ ۱۲ دسامبر ۱۹۴۳) یک موسیقی‌دان اهل ایالات متحده آمریکا است. وی از سال ۱۹۶۰ میلادی تاکنون مشغول فعالیت بوده‌است.